# Matthias Augustin (Mediziner)
Matthias Augustin (* 24. Februar 1962 in Göttingen) ist deutscher Arzt, Wissenschaftler und Hochschullehrer am Universitätsklinikum Hamburg-Eppendorf sowie Herausgeber und Autor von mehr als einem Dutzend Fachbüchern und über 750 wissenschaftlichen Publikationen.

## Lebenslauf
Matthias Augustin, Sohn des Landwirts und CDU-Politikers Heinrich Augustin, besuchte die Grundschule und das Gymnasium in Buxtehude und studierte anschließend Chemie an der Universität Hamburg sowie Medizin an den Universitäten Hamburg, Mailand, Freiburg, Basel und Boston. Nach der Weiterbildung in Dermatologie und Venerologie am Universitätsklinikum Freiburg wurde er Oberarzt und stellvertretender Direktor der Hautklinik. 2004 wurde Augustin zum Universitätsprofessor für Gesundheitsökonomie und Lebensqualitätsforschung am Universitätsklinikum Hamburg-Eppendorf berufen. 2005 wurde er Leiter des bundesweiten Competenzzentrums für Versorgungsforschung in der Dermatologie (CVderm) und 2006 Leiter des Competenzzentrums dermatologische Forschung (CeDeF). 2009 gründete er das Comprehensive Wound Center (CWC) am UKE und 2010 das Institut für Versorgungsforschung in der Dermatologie und bei Pflegeberufen (IVDP) am UKE, dessen Direktor er seitdem ist. Seit 2011 ist er Direktoriumsmitglied des neu gegründeten Hamburger Center for Health Economics (HCHE).

## Forschungsschwerpunkte
- Chronisch-entzündliche Hautkrankheiten
- Chronische Wunden
- Allergische Erkrankungen
- Hautkrebs
- Versorgungsforschung
- Gesundheitsökonomie und Lebensqualitätsforschung
- Ergebnisforschung
- Telemedizin und Digital Health
- Klinische Forschung

## Engagement
Augustin initiierte die Eppendorfer Dialoge zur Gesundheitspolitik gründete den Deutschen Wundrat und die Deutschen Psoriasisnetze. Er ist Vorsitzender der Nationalen Expertendebatte zur Versorgung chronischer Wunden sowie Präsident der Deutschen Gesellschaft für Präventionsforschung und -praxis, der Nationalen Versorgungskonferenz Psoriasis, und des Hautnetz Hamburg e. V.

### Mitgliedschaften (Auswahl)
- Arbeitsgemeinschaft Dermatologische Forschung (ADF)
- Arbeitsgemeinschaft Dermatologische Onkologie (ADO) der Deutschen Krebsgesellschaft
- Berufsverband der Deutschen Dermatologen e. V. (BVDD)
- Deutsche Dermatologische Gesellschaft (DDG)
- Deutsche Gesellschaft für Phlebologie (DGP)
- Deutsche Gesellschaft für Präventionsforschung und -praxis e. V. (DGPF)
- Deutsches Netzwerk Versorgungsforschung e. V. (DNVF)
- Deutscher Wundrat (DWR), Gründungsmitglied und Vorstand (ehem.)
- European Academy of Dermatology and Venereology (EADV)
- European Dermatology Forum (EDF)
- Hautnetz Hamburg e. V. (HNHH), Vorsitzender
- Initiative Chronische Wunden (ICW)
- International Forum for the Study of Itch (IFSI)
- International Society for Pharmacoeconomics and Outcomes Research (ISPOR)
- Nationale Versorgungskonferenz Hautkrebs (NVKH), Vorstand
- Société française de dermatologie (SFDW), Ehrenmitglied
- Wundzentrum Hamburg (WZHH), Vorstand (ehem.)

## Publikationen
Neben einer umfassenden publizistischen Tätigkeit ist Augustin Mitherausgeber der Zeitschrift Gesundheitsökonomie & Qualitätsmanagement, dem offiziellen Organ der Deutschen Gesellschaft für Gesundheitsökonomie.
Als Beitragender (Auswahl):
- Kristin Sauer, Heinz Rothgang, Gerd Glaeske: Barmer GEK Heil- und Hilfsmittelreport, Schriftenreihe zur Gesundheitsanalyse Bd. 28, ISBN 978-3-943-74493-4
- Ingrid Moll (hrsg.): Duale Reihe Dermatologie, Thieme Verlag, 2010, ISBN 978-3131266873
- Claus Garbe et al (hrsg.): Tumoren der Haut. Grundlagen, Diagnostik und Therapie in der Dermatologischen Onkologie, Thieme, 2010, ISBN 978-3131421715

Als Autor:
- mit Johannes Wimmer und Robin Haring: Alles über die Haut. Wie Sie gesund und natürlich schön bleiben, Ullstein, 2019 ISBN 978-3548060248
- mit Jörg Kupfer und Silke Schmidt: Psychodiagnostische Verfahren für die Dermatologie, Diagnostik für Klinik und Praxis, Hogrefe Verlag, 2006, ISBN 978-3801720247
- Naturheilverfahren bei Hauterkrankungen, Hippokrates, 2002, ISBN 978-3777311562
- mit Erwin Schöpf: Psoriasis. Ursachen und Therapie der Schuppenflechte, C.H. Beck, 1999, ISBN 978-3406447259

Als Herausgeber:
- mit Volker Schmiedel: Leitfaden Naturheilkunde. Methoden, Konzepte und praktische Anwendung, Urban & Fischer, 2007, ISBN 978-3437551338 (Neuauflg. 2017)
- mit Sebastian Debus: Moderne Wundversorgung im Spannungsfeld zwischen Qualitätsanspruch, Zuständigkeiten und Sparzwang. Band 2, Beta Verlag, 2011, ISBN 978-3-927603-89-9
- mit Sebastian Debus: Moderne Wundversorgung im Spannungsfeld zwischen Qualitätsanspruch, Zuständigkeiten und Sparzwang, mhp Verlag, 2009, ISBN 978-3-88681-098-7
- Phytotherapie bei Hauterkrankungen. Grundlagen – Praxis – Studien, Elsevier, 2004, ISBN 978-3437313615